# AfterEllen.com
AfterEllen.com (en inglés: "Después de Ellen") es un sitio web que se centra en cómo se caracteriza a las mujeres lesbianas y bisexuales en los medios de comunicación masivos. Lo fundó Sarah Warn, la redactora jefe, en abril de 2002. Michael Jensen es el editor del homólogo gay masculino, AfterElton.com, lanzado en enero de 2005. En 2006, el canal de televisión por cable Logo compró ambos sitios web.
AfterEllen.com no está afiliado a Ellen DeGeneres, aunque su título haga referencia al hito para lesbianas que supuso la salida pública del armario de DeGeneres. 
El sitio contiene noticias de televisión, cine, música, libros y famosos. Publica artículos, columnas periódicas, críticas, recapitulaciones de episodios con personajes lésbicos y bisexuales y alberga diversos blogs. Los videoblogs semanales, frecuentemente denominados "vlogs", se han convertido en una parte clave de AfterEllen.com, siendo algunos de los más populares "We're Getting Nowhere," "Brunch With Bridget" y "She Made Me Watch This".
Es el principal sitio web para mujeres LGBT; alcanzó el medio millón de lectoras al mes en 2007. En marzo de 2008, el periódico británico The Observer lo nombró uno de "los 50 blogs más poderosos del mundo" por su "visión irreverente sobre cómo los medios de comunicación representan a la comunidad lésbica".